# Lista de prêmios e indicações recebidos por Regina King
A seguir uma lista de prêmios e indicações recebidos pela atriz estadunidense de cinema e televisão Regina King. Suas honras competitivas incluem uma indicação ao Óscar, quatro prêmios Primetime Emmy Awards de cinco indicações e um prêmios Globo de Ouro de três indicações.

## Prêmios de associações mais importantes

### Academy Awards
| Ano  | Categoria                | Trabalho                   | Resultado | Ref. |
| ---- | ------------------------ | -------------------------- | --------- | ---- |
| 2019 | Melhor Atriz Coadjuvante | If Beale Street Could Talk | Venceu    |      |

### Emmy Awards
| Ano  | Categoria                                           | Trabalho       | Resultado | Ref. |
| ---- | --------------------------------------------------- | -------------- | --------- | ---- |
| 2015 | Melhor Atriz Coadjuvante em Minissérie ou Telefilme | American Crime | Venceu    |      |
| 2016 | Melhor Atriz Coadjuvante em Minissérie ou Telefilme | American Crime | Venceu    |      |
| 2017 | Melhor Atriz Coadjuvante em Minissérie ou Telefilme | American Crime | Indicado  |      |
| 2018 | Melhor Atriz em Minissérie ou Telefilme             | Seven Seconds  | Venceu    |      |
| 2020 | Melhor Atriz em Minissérie ou Telefilme             | Watchmen       | Venceu    |      |

### Golden Globe Awards
| Ano  | Categoria                               | Trabalho                   | Resultado | Ref. |
| ---- | --------------------------------------- | -------------------------- | --------- | ---- |
| 2016 | Melhor Atriz Coadjuvante em Televisão   | American Crime             | Indicado  |      |
| 2019 | Melhor Atriz em Minissérie ou Telefilme | Seven Seconds              | Indicado  |      |
| 2019 | Melhor Atriz Coadjuvante em Cinema      | If Beale Street Could Talk | Venceu    |      |

### NAACP Image Awards
| Ano  | Categoria                                  | Trabalho                   | Resultado | Ref. |
| ---- | ------------------------------------------ | -------------------------- | --------- | ---- |
| 1999 | Melhor Atriz no Cinema                     | Enemy of the State         | Indicado  |      |
| 2002 | Melhor Atriz no Cinema                     | Down to Earth              | Indicado  |      |
| 2005 | Melhor Atriz Coadjuvante no Cinema         | Ray                        | Venceu    |      |
| 2010 | Melhor Atriz em Série de Drama             | Southland                  | Indicado  |      |
| 2011 | Melhor Atriz em Série de Drama             | Southland                  | Venceu    |      |
| 2012 | Melhor Atriz em Série de Drama             | Southland                  | Venceu    |      |
| 2013 | Melhor Atriz em Série de Drama             | Southland                  | Indicado  |      |
| 2014 | Melhor Atriz em Série de Drama             | Southland                  | Indicado  |      |
| 2016 | Melhor Atriz Coadjuvante em Série de Drama | American Crime             | Venceu    |      |
| 2018 | Melhor Atriz Coadjuvante no Cinema         | If Beale Street Could Talk | Indicado  |      |
| 2018 | Melhor Atriz em Minissérie ou Telefilme    | Seven Seconds              | Venceu    |      |
| 2018 | Entretenimento do Ano                      | Ela mesma                  | Indicado  |      |

### Screen Actors Guild Awards
| Ano  | Categoria               | Trabalho | Resultado | Ref. |
| ---- | ----------------------- | -------- | --------- | ---- |
| 2005 | Melhor Elenco em Cinema | Ray      | Indicado  |      |

## Prêmios de Críticos

### Chicago Film Critics Association
| Ano  | Categoria                | Trabalho                   | Resultado | Ref. |
| ---- | ------------------------ | -------------------------- | --------- | ---- |
| 2019 | Melhor Atriz Coadjuvante | If Beale Street Could Talk | Venceu    |      |

### Detroit Film Critics Society
| Ano  | Categoria                | Trabalho                   | Resultado | Ref. |
| ---- | ------------------------ | -------------------------- | --------- | ---- |
| 2018 | Melhor Atriz Coadjuvante | If Beale Street Could Talk | Venceu    |      |

### Los Angeles Film Critics Association
| Ano  | Categoria                | Trabalho                   | Resultado | Ref. |
| ---- | ------------------------ | -------------------------- | --------- | ---- |
| 2018 | Melhor Atriz Coadjuvante | If Beale Street Could Talk | Venceu    |      |

### Los Angeles Online Film Critics Society Awards
| Ano  | Categoria                | Trabalho                   | Resultado | Ref. |
| ---- | ------------------------ | -------------------------- | --------- | ---- |
| 2018 | Melhor Atriz Coadjuvante | If Beale Street Could Talk | Venceu    |      |

### National Society of Film Critics
| Ano  | Categoria                | Trabalho                   | Resultado | Ref. |
| ---- | ------------------------ | -------------------------- | --------- | ---- |
| 2018 | Melhor Atriz Coadjuvante | If Beale Street Could Talk | Venceu    |      |

### New York Film Critics Circle
| Ano  | Categoria                | Trabalho                   | Resultado | Ref. |
| ---- | ------------------------ | -------------------------- | --------- | ---- |
| 2018 | Melhor Atriz Coadjuvante | If Beale Street Could Talk | Venceu    |      |

### San Francisco Film Critics Circle
| Ano  | Categoria                | Trabalho                   | Resultado | Ref. |
| ---- | ------------------------ | -------------------------- | --------- | ---- |
| 2019 | Melhor Atriz Coadjuvante | If Beale Street Could Talk | Venceu    |      |

### Toronto Film Critics Association
| Ano  | Categoria                | Trabalho                   | Resultado | Ref. |
| ---- | ------------------------ | -------------------------- | --------- | ---- |
| 2019 | Melhor Atriz Coadjuvante | If Beale Street Could Talk | Venceu    |      |

### Washington D.C. Area Film Critics Association
| Ano  | Categoria                | Trabalho                   | Resultado | Ref. |
| ---- | ------------------------ | -------------------------- | --------- | ---- |
| 2018 | Melhor Atriz Coadjuvante | If Beale Street Could Talk | Venceu    |      |
| 2018 | Melhor Atuação de Elenco | If Beale Street Could Talk | Indicado  |      |

## Outras associações

### BET Awards
| Ano  | Categoria                 | Trabalho                                | Resultado | Ref. |
| ---- | ------------------------- | --------------------------------------- | --------- | ---- |
| 2001 | Melhor Atriz em Cinema    | Down to Earth                           | Indicado  |      |
| 2005 | Melhor Atriz em Cinema    | A Cinderella Story                      | Venceu    |      |
| 2005 | Melhor Atriz em Cinema    | Miss Congeniality 2: Armed and Fabulous | Venceu    |      |
| 2005 | Melhor Atriz em Cinema    | Ray                                     | Venceu    |      |
| 2010 | Melhor Atriz em Televisão | Southland                               | Indicado  |      |
| 2011 | Melhor Atriz em Televisão | Southland                               | Indicado  |      |
| 2012 | Melhor Atriz em Televisão | Southland                               | Indicado  |      |

### Critics' Choice Awards
| Ano  | Categoria                                           | Trabalho                   | Resultado | Ref.  |
| ---- | --------------------------------------------------- | -------------------------- | --------- | ----- |
| 2012 | Melhor Atriz Coadjuvante em Série Dramática         | Southland                  | Indicado  |       |
| 2013 | Melhor Atriz Coadjuvante em Série Dramática         | Southland                  | Indicado  |       |
| 2016 | Melhor Atriz Coadjuvante em Série Dramática         | The Leftovers              | Indicado  |       |
| 2016 | Melhor Atriz Coadjuvante em Telefilme ou Minissérie | American Crime             | Venceu    | [ 1 ] |
| 2019 | Melhor Atriz em Série Dramática                     | Watchmen                   | Venceu    |       |
| 2019 | Melhor Atriz Coadjuvante                            | If Beale Street Could Talk | Venceu    |       |

### Independent Spirit Awards
| Ano  | Categoria                | Trabalho                   | Resultado | Ref. |
| ---- | ------------------------ | -------------------------- | --------- | ---- |
| 2019 | Melhor Atriz Coadjuvante | If Beale Street Could Talk | Venceu    |      |

### National Board of Review
| Ano  | Categoria                | Trabalho                   | Resultado | Ref. |
| ---- | ------------------------ | -------------------------- | --------- | ---- |
| 2019 | Melhor Atriz Coadjuvante | If Beale Street Could Talk | Venceu    |      |

### Satellite Awards
| Ano  | Categoria                                  | Trabalho                   | Resultado | Ref. |
| ---- | ------------------------------------------ | -------------------------- | --------- | ---- |
| 2005 | Melhor Atriz Coadjuvante em Cinema - Drama | Ray                        | Venceu    |      |
| 2016 | Melhor Elenco em Série Dramática           | American Crime             | Venceu    |      |
| 2016 | Melhor Atriz Coadjuvante em Televisão      | American Crime             | Indicado  |      |
| 2019 | Melhor Atriz Coadjuvante em Cinema - Drama | If Beale Street Could Talk | Venceu    |      |

### Teen Choice Awards
| Ano  | Categoria                                          | Trabalho                                | Resultado | Ref. |
| ---- | -------------------------------------------------- | --------------------------------------- | --------- | ---- |
| 2005 | Melhor Cena de Dança de Filme (com Sandra Bullock) | Miss Congeniality 2: Armed and Fabulous | Indicado  |      |

## Ligações Externas
- Lista de prêmios e indicações recebidos por Regina King. no IMDb.